# Lista de programas originais distribuídos pelo Xbox Entertainment Studios
Xbox Entertainment Studios era um estúdio de entretenimento americano com sede em Redmond, Washington, criado internamente pelo Microsoft Studios em 2012, a fim de criar "conteúdo de televisão interativa" para o Xbox Live. Toda a programação é fornecida exclusivamente via Xbox 360 e Xbox One.
A Microsoft fechou o Xbox Entertainment Studios no final de 2014.

## Programação original

### Séries
| Título              | Gênero           | Pré estreia            | Episódios                | Duração    |
| ------------------- | ---------------- | ---------------------- | ------------------------ | ---------- |
| Every Street United | Reality/Esportes | 14 de junho de 2014    | 1 temporada, 8 episódios | 25-31 min. |
| Halo: Nightfall     | Drama            | 11 de novembro de 2014 | 1 temporada, 5 episódios | 23-29 min. |

### Filmes
| Título           | Gênero       | Pré estreia            | Duração |
| ---------------- | ------------ | ---------------------- | ------- |
| Atari: Game Over | Documentário | 20 de novembro de 2014 | 66 min. |

### Especiais
| Título                                 | Gênero             | Pré estreia          | Formato                   | Duração  |
| -------------------------------------- | ------------------ | -------------------- | ------------------------- | -------- |
| Bonnaroo 2014 Live Festival Experience | Música ao vivo     | 12 de junho de 2014  | Especial (evento ao vivo) | 72 hrs.  |
| Miss Teen USA 2014                     | Concurso de beleza | 02 de agosto de 2014 | Especial (evento ao vivo) | 120 min. |

## Programação original cancelada

### Séries
| Título                                  | Gênero                    | Produtor (es)    | Diretor (es)    | Pré estreia | Episódios   | Tempo   |
| --------------------------------------- | ------------------------- | ---------------- | --------------- | ----------- | ----------- | ------- |
| Blake's 7 Remake                        | Ficção científica - drama | Georgeville TV   | Martin Campbell | TBA 2014    | TBA         | TBA     |
| Série em live-action sem título de Halo | Live-action               | Steven Spielberg | TBA             | TBA 2014    | TBA         | TBA     |
| Humans                                  | Ficção científica         | Kudos            | TBA             | TBA 2015    | 8 Episódios | 60 min. |
| Street Dreams                           | Biografia                 | TBA              | TBA             | TBA 2014    | TBA         | 30 min. |